# Rhantus orbignyi
Rhantus orbignyi é uma espécie extinta de escaravelho da família Dytiscidae.
Era endémica da Argentina e Brasil.